# 토르스텐 셰그렌
칼 구스타프 토르스텐 셰그렌(Karl Gustaf Torsten Sjögren (/ ˈʃoʊɡrən / SHOH-grən, 스웨덴어 : [ˈɧø̂ːɡreːn]; 1896년 1월 30일-1974년 7월 27일)은 스웨덴 정신과 의사이자 유전학자였다. 그는 쇠데르텔리에(Södertälje)에서 태어나 예테보리(Göteborg)에서 사망했다. 토르스텐 셰그렌(Torsten Sjögren)은 1945년부터 1961년까지 카롤린스카 연구소(Karolinska Institute)의 정신과 교수였다. 그는 1951년에 스웨덴 왕립 과학 아카데미 회원으로 선출되었다.

## 같이 보기
- 쇼그렌-라손 증후군
- 마린스쿠-쇼그렌 증후군